# ليستير بويي
ليستير بويي (بالإنجليزية: Lester Bowie)‏ هو ملحن أمريكي، ولد في 11 أكتوبر 1941 في فريدريك في الولايات المتحدة، وتوفي في 8 نوفمبر 1999 في بروكلين في الولايات المتحدة بسبب سرطان الكبد.

## وصلات خارجية
- ليستير بويي على موقع IMDb (الإنجليزية)
- ليستير بويي على موقع ميوزك برينز (الإنجليزية)
- ليستير بويي على موقع إن إن دي بي (الإنجليزية)
- ليستير بويي على موقع أول ميوزيك (الإنجليزية)
- ليستير بويي على موقع ديسكوغز (الإنجليزية)
- ليستير بويي على موقع قاعدة بيانات الفيلم (الإنجليزية)